# Линейнинский сельсовет
Линейнинский сельсовет — сельское поселение в Наримановском районе Астраханской области Российской Федерации.
Административный центр — село Линейное.

## История
Статус и границы сельского поселения установлены Законом Астраханской области от 6 августа 2004 года № 43/2004-ОЗ «Об установлении границ муниципальных образований и наделении их статусом сельского, городского поселения, городского округа, муниципального района».
Законом Астраханской области от 1 августа 2016 года Курченский сельсовет и Линейнинский сельсовет преобразованы в Линейнинский сельсовет с административным центром в селе Линейное.

## Население
| 2010  | 2012  | 2013  | 2014  | 2015  | 2016  | 2017  |
| ----- | ----- | ----- | ----- | ----- | ----- | ----- |
| 1850  | ↘1836 | ↘1834 | ↗1848 | ↗1866 | ↘1853 | ↗2490 |
| 2018  | 2019  | 2020  | 2021  |       |       |       |
| ↘2482 | ↘2431 | ↘2396 | ↗2423 |       |       |       |

## Состав сельского поселения
| № | Населённый пункт | Тип населённого пункта          | Население |
| - | ---------------- | ------------------------------- | --------- |
| 1 | Алга             | посёлок                         | ↘13       |
| 2 | Курченко         | село                            | ↘421      |
| 3 | Линейная         | посёлок железнодорожной станции | ↗620      |
| 4 | Линейное         | село, административный центр    | ↗871      |
| 5 | Туркменка        | село                            | ↘420      |
| 6 | Янго-Аскер       | село                            | ↗243      |

## Местное самоуправление
Глава сельского поселения
- Зайнутдинова Гулсара Анюровна
- Зайнутдинов Шамиль Шафирович